# Kopi Luwak

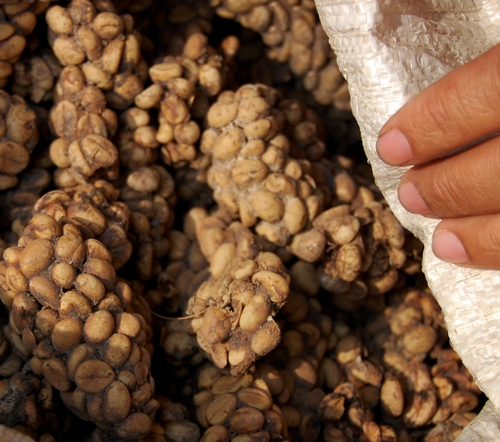
Kávová zrnka vyloučená spolu s výkaly oviječem skvrnitým

Kopi Luwak (Cibetková káva) je druh kávy pocházející z Indonésie. Slovo kopi znamená v indonéštině kávu a luwak je místní název cibetkovité šelmy jménem oviječ skvrnitý (Paradoxurus hermaphroditus). Ta požírá celé plody kávovníku, z nichž stráví pouze dužinu a zrnka vyloučí spolu s výkaly. Enzym proteáza v trávicím traktu zvířete způsobí, že kávová zrnka získají jemnější, méně hořkou chuť. Kopi Luwak patří k nejdražším druhům kávy: ročně se vyprodukuje na světě pouze okolo pěti set kilogramů, cena za kilogram se pohybuje okolo tisíce amerických dolarů. Jako první s touto kávou obchodovala rodina Widjajova v Jakartě koncem 19. století. Největším producentem je indonéská společnost Kapal Api, která nabízí své produkty v 68 zemích světa. Chuť Kopi Luwak je předmětem diskusí, má své milovníky i zapřisáhlé odpůrce. Protože sbírání trusu ovíječů v terénu je velmi náročné, zakládají se farmy, kde se zvířata chovají v klecích. Tato praxe však bývá kritizována jako týrání zvířat. Ve Vietnamu se také dělají pokusy s umělou výrobou kávy za pomoci enzymů bez zprostředkování cibetkami. Zmínka o tomto druhu kávy se objevuje ve filmu Než si pro nás přijde.

## Chuť
Cibetková káva má chuť podobnou hořké čokoládě nebo karamelu. Někteří lidé v této kávě cítí příchuť švestky. Díky přírodnímu zpracování v těle cibetek má káva silnější aroma a výbornou chuť.[zdroj⁠?!]

### Způsob přípravy
Pokud máte doma mlýnek, kupte si zrnkovou kávu. Nezapomeňte, že cibetková káva se připravuje při teplotě vody okolo 95 °C. Pouze jejím správným skladováním neztratí cibetková káva nic ze své ikonické chuti a vůně.

## Cena
Cibetková káva se řadí mezi nejdražší kávy světa. Je to dáno tím, že produkce této kávy je opravdu exkluzivní, proto počítejte s vyšší cenou.[zdroj⁠?!]